# マルグリット・ドゥロルム
マルグリット＝アンヌ＝ローズ・ドゥロルム（フランス語: Marguerite-Anne-Rose Delorme, 1876年9月10日 - 1946年7月26日）はフランスの画家である。オリエンタリズムの作品を描いた。

## 略歴
フランス北東部、ムルト＝エ＝モゼル県のリュネヴィルで生まれた。父親のエドモン・ドゥロルム(Edmond Delorme)は指導的な軍医で、リュネヴィルの有力者となり、第一次世界大戦後、リュネヴィルに美術愛好団体の創設者のひとりとなり、美術館を創設することになる人物である。
マルグリット・ドゥロルムは1890年頃からパリでアカデミー・ヴィッティ(Académie Vitti)などで学んだ。ラファエル・コランやポール・ルロイ(Paul Leroy)、リュック＝オリヴィエ・メルソンらから指導を受けた。19歳であった1895年に、フランス芸術家協会の展覧会に初めて出展し、その後もフランス芸術家協会の展覧会や故郷に近いナンシーで開かれるロレーヌ地域の美術愛好団体の展覧会に出展を続けた。1897年に、フランス芸術家協会の会員になり、1897年に父親の肖像画を出展して選外佳作を受賞し、1901年に3等のメダルを受賞した。
この頃、リュック＝オリヴィエ・メルソンの娘と友人になり、ブルターニュのメルソンの邸で夏を過ごし、ブルターニュの人々を題材に描いた。
1912年頃から、オリエンタリズムの傾向のある作品を描くようになった。第一次世界大戦中は南フランスで過ごし、外国人兵士の肖像画を描いた。
1919年にパリの画廊で個展を開いた。1921年にフランス植民地芸術家協会(Société coloniale des artistes français)の展覧会に出展し、賞を得てモロッコへの旅行奨学金を得た。
モロッコの旅した後は、モロッコの人々を描くようになりその作品は多くの展覧会で賞を得た。モロッコに長く滞在するようになり、フェズやカサブランカ、ラバトといったモロッコの都市で、作品展を開いた。
1946年にフランスの リールで没した。

## 作品

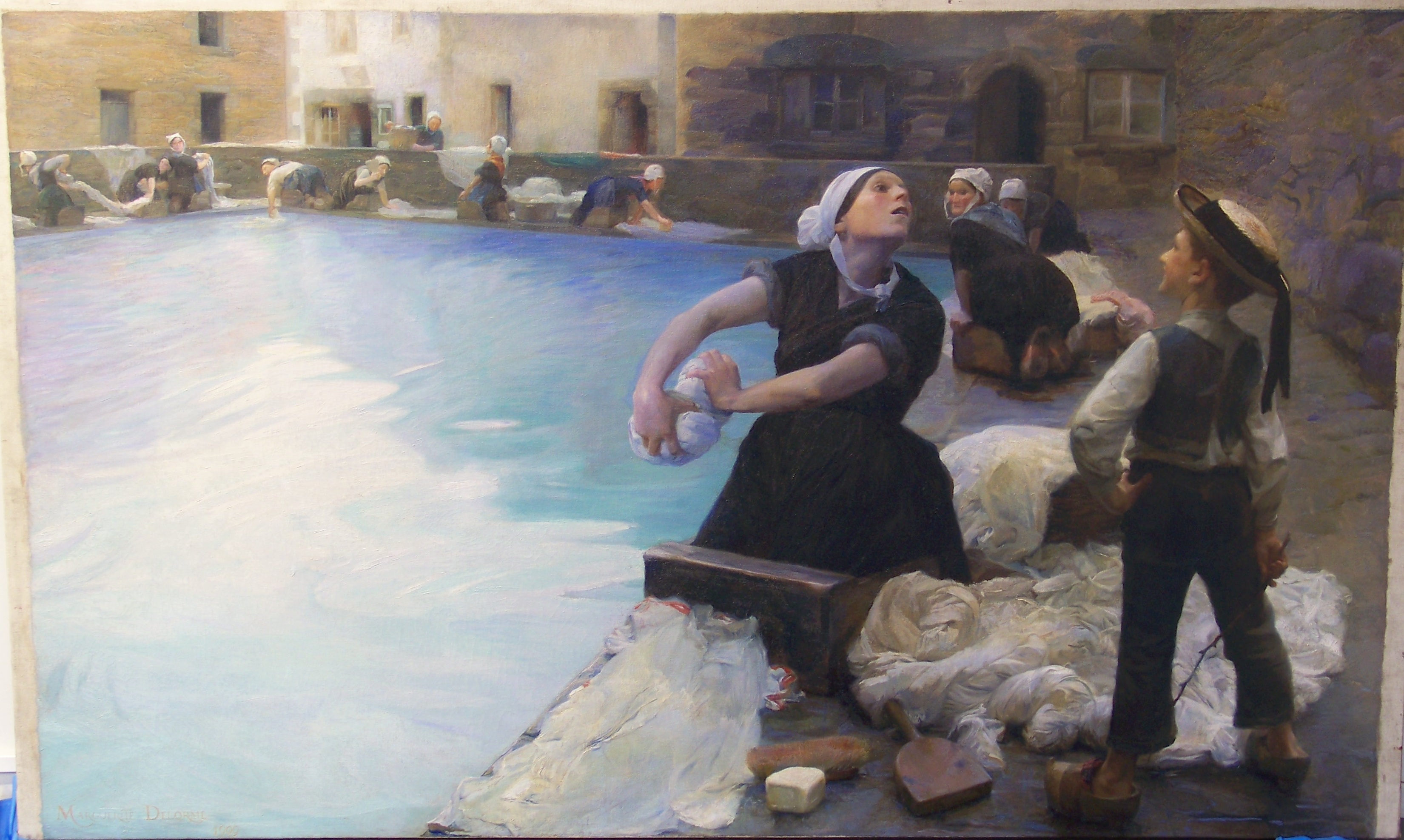
サン＝ポル＝ド＝レオンの洗濯風景(1909)
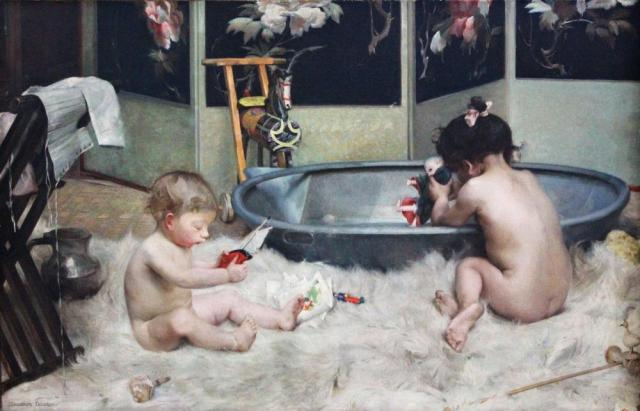